# Клюшкин, Игорь Вячеславович
Игорь Вячеславович Клюшкин (29 января 2003, Челябинск, Россия) — российский футболист, полузащитник.

## Карьера
Футбольную карьеру начал в 2021 году в составе клуба «Арсенал-2» Тула.
В июле 2022 года перешёл в казахстанский клуб «Ордабасы». 9 октября 2022 года в матче против клуба «Астана» дебютировал в чемпионате казахстана (0:6), выйдя на замену на 82-й минуте вместо Виктора Браги.

## Клубная статистика
| Игровая карьера | Игровая карьера | Игровая карьера | Лига | Лига | Кубок | Кубок | Межд. | Межд. | Др. | Др. |
| --------------- | --------------- | --------------- | ---- | ---- | ----- | ----- | ----- | ----- | --- | --- |
| 2020/21         | Арсенал (Тула)  | А               | —    | —    | —     | —     | —     | —     | —   | —   |
| 2021/22         | Арсенал (Тула)  | А               | —    | —    | —     | —     | —     | —     | —   | —   |
| 2022            | Ордабасы        | А               | 1    | 0    | —     | —     | —     | —     | —   | —   |
| 2022            | Ордабасы М      | В               | 2    | 0    | —     | —     | —     | —     | —   | —   |